# هربرت دويتش
هربرت دويتش (بالإنجليزية: Herbert Deutsch)‏ هو مخترِع وأستاذ جامعي وملحن أمريكي، ولد في 9 فبراير 1932 في بالدوين في الولايات المتحدة.

## وصلات خارجية
- هربرت دويتش على موقع IMDb (الإنجليزية)
- هربرت دويتش على موقع ميوزك برينز (الإنجليزية)